# 루이 듀크루엣
루이 로베르 폴 듀크루엣(프랑스어: Louis Robert Paul Ducruet, 1992년 11월 26일 ~ )는 모나코 공녀 스테파니와 다니엘 듀크루엣의 장남이다.